# Редвеј (Калифорнија)
Редвеј (енгл. Redway) насељено је место без административног статуса у америчкој савезној држави Калифорнија.

## Демографија
По попису из 2010. године број становника је 1.225, што је 37 (3,1%) становника више него 2000. године.
| Група             | 2000.         | 2010.         |
| Белци             | 1.040 (87,5%) | 1.030 (84,1%) |
| Афроамериканци    | 2 (0,2%)      | 5 (0,4%)      |
| Азијати           | 6 (0,5%)      | 6 (0,5%)      |
| Хиспаноамериканци | 43 (3,6%)     | 96 (7,8%)     |
| Укупно            | 1.188         | 1.225         |